# Szandhinirmocsana-szútra
A Szandhinirmocsana-szútra (szanszkrit; kínai: 解深密經, pinjin: csie sen-mi csing; tibeti: དགོངས་པ་ངེས་འགྲེལ༏, wylie: dgongs pa nges 'grel, gongpa gédrel) vagy A legmélyebb titkok magyarázatának szútrája mahájána buddhista szöveg, amelyet a jógácsára buddhista iskola szellemi termékének tekintenek. Ezt a szútrát négy különböző alkalommal fordították le szanszkritról kínai nyelvre, amelyek közül a legteljesebbnek és legmegbízhatóbbnak Hszüan-cang változata tekinthető. A szövegnek tibeti fordítása is maradt fenn.
A szútra címének latinos átirata lehet egyaránt Szamdhinirmocsana-szútra vagy Szandhinirmocsana-szútra.

## Története
Számos korai mahájána szútrához hasonlóan a Szandhinirmocsana-szútra keletkezésének pontos dátumát nagyon nehéz meghatározni. Étienne Lamotte belga indológus szerint ezt a szútrát korábbi szövegtöredékekből állították össze.  Más tudósok szerint a korai szövegeknek ez a töredékes hatása inkább a szakaszolt fordítások darabonkénti jellegéből fakad. A szöveg legkorábbi változatai valamikor az 1-2. század környékére datálhatók. A végleges változat azonban valószínűleg csak a 3. századra készülhetett el, és a 4. századra már jelentős mennyiségű szövegmagyarázatot is találni buddhista tudósok tollából, akik közül a legjelentősebb Aszanga volt.

## Tartalma
A Szandhinirmocsana-szútra a jógácsára hagyomány egyik legfontosabb szövege, a csak-tudat filozófia egyik legkorábbi magyarázata. A tíz fejezetre osztott szútrában Gautama Buddha és különböző bódhiszattva párbeszéde szerepel., amelyekben Buddha a korai mahájána szövegekben és a korai buddhista iskolákban szereplő vitatott értelmezéseket kívánja pontosabban megvilágítani.
A szútra első négy fejezete a legvégső igazság koncepciójáról szól. Az ötödik és hatodikban a nyolcfajta tudatosságról (vagy „raktártudat”) és a jelenségek három jellegzetességéről (trilaksana) esik szó, amelyek különböző jelenségek teljesség nélküli és abszolút igazságára utal. A hetedik fejezet Buddha több tanításának rövid kivonatát tartalmazza, a nyolcadik fejezet a meditációról, az utolsó pedig a bodhiszattva ösvényről szól.
A szútrában Buddha a tanról azt mondja, hogy az a dharma kerekének a harmadik megforgatását jelenti., ezért a szútra igyekszik tisztázni korábbi tanítások nem világos vagy nehezen érthető részeit. A szútra azt állítja, hogy a kerék korábbi megforgatásai — a madhjamaka iskola által képviselt srávaka jármű (srávakajána) és az üresség (súnjata) tan — igaz tanítások voltak, azonban hibásak voltak abban, hogy további magyarázatokra szorultak. A  Szandhinirmocsana-szútra tanításaihoz azonban már nincs szükség további magyarázatra, mert azok szó szerint értendőek, ahogy azok a dialógusokban elhangzanak.
A Szandhinirmocsana-szútrát a jógácsára iskola is felvette elsődleges fontosságú szövegei közé. Ezen felül számos szövegmagyarázat készült a szútrához, amelyek közül a legfontosabbakat Aszanga, Vaszubandhu, és Hszüan-cang írta, illetve Congkapa írásai nyomán hatalmas tibeti irodalom is készült.

## Fordítások
- Cleary, Thomas. Buddhist Yoga : A Comprehensive Course. Boston: Shambhala (1995). ISBN 1570620180
- Keenan, John. Scripture on the Explication of the Underlying Meaning. Berkeley: Numata Center (2000). ISBN 1886439109
- Lamotte, Etienne. Samdhinirmocana Sutra: L'explication des Mysteres. Paris: Adrien Maisonneuve (1935)
- Powers, John. Wisdom of Buddha : The Samdhinirmochana Sutra. Berkeley: Dharma Publishing (1995). ISBN 089800246X
- Tillemans, John J.F. (1997). „On a Recent Translation of the Samdhinirmocanasutra”. Journal of the International Association of Buddhist Studies 20 (1), 153-164. o. [2014. február 2-i dátummal az eredetiből archiválva]. (Review: Powers)

## Szövegmagyarázatok
- Anderson, Reb. The Third Turning of the Wheel: Wisdom of the Samdhinirmocana Sutra. Berkeley: Rodmell Press (2012). ISBN 193048531X. OCLC 757477313
- Powers, John. Two Commentaries on the Samdhinirmocana-Sutra by Asanga and Jnanagarbha. Lewiston, NY: The Edwin Mellen Press (1992. június 15.). ISBN 0-7734-9477-4